# Championnats d'Europe de patinage artistique 1977
Navigation
Édition précédente Édition suivante
Les championnats d'Europe de patinage artistique 1977 ont lieu du 25 au 30 janvier 1977 à Helsinki en Finlande.

## Qualifications
Les patineurs sont éligibles à l'épreuve s'ils représentent une nation européenne membre de l'Union internationale de patinage (International Skating Union en anglais). Les fédérations nationales sélectionnent leurs patineurs en fonction de leurs propres critères.
Sur la base des résultats des championnats d'Europe 1976, l'Union internationale de patinage autorise chaque pays à avoir de une à trois inscriptions par discipline. 

## Podiums
| Épreuves                            | Or                                 | Argent                             | Bronze                                    |
| ----------------------------------- | ---------------------------------- | ---------------------------------- | ----------------------------------------- |
| Messieurs résultats détaillés       | Jan Hoffmann                       | Vladimir Kovalev                   | Robin Cousins                             |
| Dames résultats détaillés           | Anett Pötzsch                      | Dagmar Lurz                        | Susanna Driano                            |
| Couples résultats détaillés         | Irina Rodnina / Aleksandr Zaïtsev  | Irina Vorobieva / Aleksandr Vlasov | Marina Cherkasova / Sergey Shakray        |
| Danse sur glace résultats détaillés | Irina Moïsseïeva / Andrei Minenkov | Krisztina Regőczy / András Sallay  | Natalia Linitchouk / Guennadi Karponossov |

## Tableau des médailles
| Rang  | Nation               | Or | Argent | Bronze | Total |
| ----- | -------------------- | -- | ------ | ------ | ----- |
| 1     | Union soviétique     | 2  | 2      | 2      | 6     |
| 2     | Allemagne de l'Est   | 2  | 0      | 0      | 2     |
| 3     | Allemagne de l'Ouest | 0  | 1      | 0      | 1     |
| 3     | Hongrie              | 0  | 1      | 0      | 1     |
| 5     | Italie               | 0  | 0      | 1      | 1     |
| 5     | Royaume-Uni          | 0  | 0      | 1      | 1     |
| Total | Total                | 4  | 4      | 4      | 12    |

## Détails des compétitions

### Messieurs
| Rang    | Nom                  | Nation               | Places | Points | Fig. impo. | Prog. court | Prog. libre |
| ------- | -------------------- | -------------------- | ------ | ------ | ---------- | ----------- | ----------- |
| 1       | Jan Hoffmann         | Allemagne de l'Est   |        |        | 2          |             |             |
| 2       | Vladimir Kovalev     | Union soviétique     |        |        | 1          | 3           |             |
| 3       | Robin Cousins        | Royaume-Uni          |        |        | 7          | 2           |             |
| 4       | Yuri Ovtchinnikov    | Union soviétique     |        |        |            |             |             |
| 5       | Pekka Leskinen       | Finlande             |        |        | 3          |             |             |
| 6       | Konstantin Kokora    | Union soviétique     |        |        |            |             |             |
| 7       | Ronald Koppelent     | Autriche             |        |        |            |             |             |
| 8       | Mario Liebers        | Allemagne de l'Est   |        |        |            |             |             |
| 9       | Miroslav Šoška       | Tchécoslovaquie      |        |        |            |             |             |
| 10      | Kurt Kürzinger       | Allemagne de l'Ouest |        |        |            |             |             |
| 11      | Gerhard Hubmann      | Autriche             |        |        |            |             |             |
| 12      | Grzegorz Głowania    | Pologne              |        |        |            |             |             |
| 13      | Glyn Jones           | Royaume-Uni          |        |        |            |             |             |
| 14      | Thomas Öberg         | Suède                |        |        |            |             |             |
| 15      | Matjaž Krušec        | Yougoslavie          |        |        |            |             |             |
| Abandon | Christophe Boyadjian | France               |        |        |            |             |             |

### Dames
| Rang | Nom                       | Nation               | Places | Points | Fig. impo. | Prog. court | Prog. libre |
| ---- | ------------------------- | -------------------- | ------ | ------ | ---------- | ----------- | ----------- |
| 1    | Anett Pötzsch             | Allemagne de l'Est   |        |        | 1          | 1           |             |
| 2    | Dagmar Lurz               | Allemagne de l'Ouest |        |        |            |             |             |
| 3    | Susanna Driano            | Italie               |        |        |            |             |             |
| 4    | Marion Weber              | Allemagne de l'Est   |        |        |            |             |             |
| 5    | Elena Vodorezova          | Union soviétique     |        |        |            |             |             |
| 6    | Denise Biellmann          | Suisse               |        |        |            |             |             |
| 7    | Kristiina Wegelius        | Finlande             |        |        |            |             |             |
| 8    | Claudia Kristofics-Binder | Autriche             |        |        |            |             |             |
| 9    | Karin Enke                | Allemagne de l'Est   |        |        |            |             |             |
| 10   | Danielle Rieder           | Suisse               |        |        |            |             |             |
| 11   | Zhanna Ilina              | Union soviétique     |        |        |            |             |             |
| 12   | Deborah Cottrill          | Royaume-Uni          |        |        |            |             |             |
| 13   | Karena Richardson         | Royaume-Uni          |        |        |            |             |             |
| 14   | Gerti Schanderl           | Allemagne de l'Ouest |        |        |            |             |             |
| 15   | Grażyna Dudek             | Pologne              |        |        |            |             |             |
| 16   | Sanda Dubravčić           | Yougoslavie          |        |        |            |             |             |
| 17   | Eva Ďurišinová            | Tchécoslovaquie      |        |        |            |             |             |
| 18   | Franca Bianconi           | Italie               |        |        |            |             |             |
| 19   | Lotta Crispin             | Suède                |        |        |            |             |             |
| 20   | Anne-Marie Verlaan        | Pays-Bas             |        |        |            |             |             |
| 21   | Doina Mitricica           | Roumanie             |        |        |            |             |             |
| 22   | Anne-Sophie de Kristoffy  | France               |        |        |            |             |             |
| 23   | Katja Seretti             | Italie               |        |        |            |             |             |
| 24   | Bente Larsen              | Norvège              |        |        |            |             |             |
| 25   | Gloria Mas                | Espagne              |        |        |            |             |             |

### Couples
| Rang | Nom                                  | Nation               | Places | Points | Prog. court | Prog. libre |
| ---- | ------------------------------------ | -------------------- | ------ | ------ | ----------- | ----------- |
| 1    | Irina Rodnina / Aleksandr Zaïtsev    | Union soviétique     |        |        | 1           | 1           |
| 2    | Irina Vorobieva / Aleksandr Vlasov   | Union soviétique     |        |        |             |             |
| 3    | Marina Cherkasova / Sergey Shakray   | Union soviétique     |        |        |             |             |
| 4    | Manuela Mager / Uwe Bewersdorf       | Allemagne de l'Est   |        |        |             |             |
| 5    | Sabine Baeß / Tassilo Thierbach      | Allemagne de l'Est   |        |        |             |             |
| 6    | Ingrid Spieglová / Alan Spiegl       | Tchécoslovaquie      |        |        |             |             |
| 7    | Elżbieta Łuczyńska / Marek Chrolenko | Pologne              |        |        |             |             |
| 8    | Susanne Scheibe / Andreas Nischwitz  | Allemagne de l'Ouest |        |        |             |             |
| 9    | Sabine Fuchs / Xavier Videau         | France               |        |        |             |             |
| 10   | Gabriele Beck / Jochen Stahl         | Allemagne de l'Ouest |        |        |             |             |
| 11   | Chantal Zürcher / Paul Huber         | Suisse               |        |        |             |             |

### Danse sur glace
| Rang | Nom                                       | Nation           | Places | Points | Danses imposées | Danse libre |
| ---- | ----------------------------------------- | ---------------- | ------ | ------ | --------------- | ----------- |
| 1    | Irina Moïsseïeva / Andrei Minenkov        | Union soviétique |        |        |                 |             |
| 2    | Krisztina Regőczy / András Sallay         | Hongrie          |        |        |                 |             |
| 3    | Natalia Linitchouk / Guennadi Karponossov | Union soviétique |        |        |                 |             |
| 4    | Janet Thompson / Warren Maxwell           | Royaume-Uni      |        |        |                 |             |
| 5    | Marina Zueva / Andrei Vitman              | Union soviétique |        |        |                 |             |
| 6    | Kay Barsdell / Kenneth Foster             | Royaume-Uni      |        |        |                 |             |
| 7    | Liliana Řeháková / Stanislav Drastich     | Tchécoslovaquie  |        |        |                 |             |
| 8    | Susi Handschmann / Peter Handschmann      | Autriche         |        |        |                 |             |
| 9    | Isabella Rizzi / Luigi Freroni            | Italie           |        |        |                 |             |
| 10   | Halina Gordon / Tadeusz Góra              | Pologne          |        |        |                 |             |
| 11   | Anna Pisánská / Jiří Musil                | Tchécoslovaquie  |        |        |                 |             |
| 12   | Stefania Bertele / Walter Cecconi         | Italie           |        |        |                 |             |
| 13   | Elżbieta Wegrzyk / Andrzej Alberciak      | Pologne          |        |        |                 |             |
| 14   | Muriel Boucher / Yves Malatier            | France           |        |        |                 |             |